# 柴沟堡镇
柴沟堡镇，是中华人民共和国河北省张家口怀安县下辖的一个乡镇级行政单位，也是怀安县人民政府的驻地。

## 行政区划
柴沟堡镇下辖以下地区：
长胜北街社区、长胜南街社区、民生街社区、新民街社区、民主街社区、解放街社区、胜利街社区、建国街社区、生产街社区、一街村、二街村、三街村、四街村、五街村、六街村、七街村、八街村、九街村、二道台村、东洋河村、新坝房村、西沙洼村、东沙洼村、第十屯村、水濠洼村、南忻屯村、刘家窑村、李家窑村、西河村、三道台村、龙王塘村、马家辛窑村、沙家屯村、郭家房村、关帝庙村、吕家房村、阮家窑村、园子沟村、富民沟村、金家庄村、崛仑屯村、兴隆窑村和大寨村。

## 交通
- 京包铁路：柴沟堡站